# Toyota Brevis

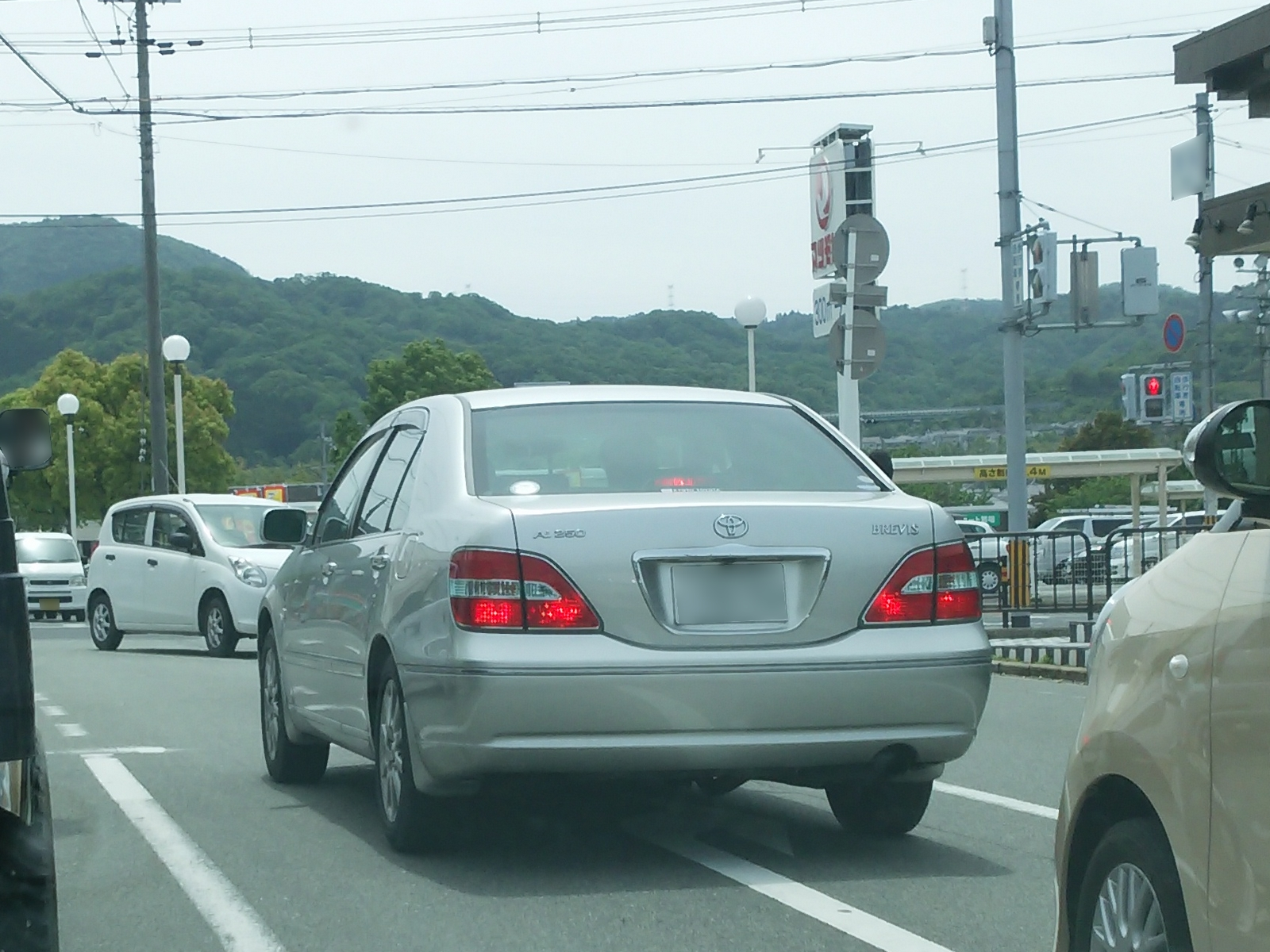
Heckansicht

Der Toyota Brevis war eine Mittelklasselimousine, die im Mai 2001 von Toyota nur für den japanischen Markt eingeführt wurde. Einige Stylingdetails hat der Brevis vom Lexus LS 430 übernommen. Der Brevis wurde von Juni 2001 bis 2007 angeboten und basierte je nach Modellversion auf den Toyota-Plattformen JCG10, JCG11 und JCG15.
Der Brevis basiert auf dem Progrès, der ein halbes Jahr vor dem Lexus IS auf einer ähnlichen Plattform herauskam. Anders als der Progrès zielte der Brevis auf eine jüngere Klientel und konkurrierte laut Toyota mit Importmodellen wie dem BMW 3er und der Mercedes-Benz C-Klasse. Fahrwerk und Antrieb glichen denen des Progrès, Karosserie und Innenraum unterschieden sich aber. Die Scheinwerfer bestanden aus drei runden Strahlern unter einer gemeinsamen Glasabdeckung. Die flaschengrüne Beleuchtung von Tachometer und Zeituhr unterstrich den luxuriösen Anspruch des Fahrzeuges. In der eleganten Mittelkonsole befand sich ein LC-Bildschirm und im Spitzenmodell ein aluminiumverbrämtes Soundsystem, das aus einem im Armaturenbrett angebrachten CD-Wechsler, einem DVD-/MD-Spieler und sieben Lautsprechern bestand.
Der Brevis basierte auf dem gleichen HHinterradantriebsplattform wie der Lexus IS, aber mit auf 2.780 mm verlängertem Radstand. In Größe und Gewicht stand er zwischen BMW-3er- und BMW-5er-Reihe, womit er viel Platz im Innenraum bot. Vom Fahrverhalten konnte er den europäischen Konkurrenten aber nicht das Wasser reichen (Toyota hat für diesen Zweck die Marke Lexus vorgesehen), obwohl seine Achsen mit doppelten Querlenkern ausgestattet waren. Das Fahrwerk war weicher als beim Lexus ausgelegt, die Lenkung arbeitete weniger direkt und sein hohes Gewicht von 1.550 kg verschaffte ihm auch ein unwilliges Fahrverhalten.
Es gab zwei Motoren zur Auswahl, beides vorne montierte Reihensechszylinder. Der 2,5-l-R6 mobilisierte 200 bhp (147 kW), während der 3,0-l-R6 220 bhp (162 kW) leistete. Beide Motoren waren mit variabler Ventilsteuerung (VVTi) und Direkteinspritzung (D-4) ausgestattet. Für die Wagen mit Hinterradantrieb gab es ein fünfstufiges Automatikgetriebe, für die mit Allradantrieb ein vierstufiges, jeweils auf Wunsch. Das 4WD-Modell war nur in Verbindung mit dem 2,5 l-R6-Motor erhältlich.
Andere Sonderausstattungen umfassten elektrisch einstellbare Pedale und eine Memory-Funktion für die Einstellung der Pedale, des Fahrersitzes und der Lenksäule. Erhältlich waren auch ein elektrisch betätigte Heckscheibenrollo und ein Radar-Abstandswarner. Die Serienausstattung enthielt auch eine Stabilitätskontrolle (VSC), ein ABS und Hochspannungs-Entladungslampen für die Scheinwerfer.
Im April 2004 wurde der Brevis überarbeitet und erhielt einen prestigeträchtigen Kühlergrill in Gitterform. Die Modelle ab Januar 2006 hatten EMV (Rückfahrkamera und Kameras für den toten Winkel), sowie GPS-Navigation auf DVD-Basis (für G-BOOK und NAVI.AI-SHIFT, nicht für die 4WD-Modelle verfügbar).